# Joe Wildsmith
 (mars 2018).
Joseph Charles « Joe » Wildsmith , né le 28 décembre 1995 à Sheffield, est un footballeur anglais qui évolue au poste de gardien de but au West Bromwich Albion.

## Biographie
En novembre 2013, il signe son premier contrat professionnel avec Sheffield Wednesday. Le 11 août 2015, il fait ses débuts professionnels avec les « Owls » lors d'un match de Coupe de la Ligue contre Mansfield Town.
En décembre 2017, à la suite d'une blessure de Keiren Westwood, Wildsmith devient le gardien titulaire de Sheffield Wednesday.
Le 10 juillet 2024, il rejoint West Bromwich Albion.

## Palmarès

### En club
- Derby County
  - Vice-champion d'Angleterre de troisième division en 2024.